# Christoffer Gabel
Christoffer Gabel, född den 6 januari 1617, död den 13 oktober 1673, var en dansk statsman, sannolikt härstammande från Glückstadt i Holstein. Han var farfar till Christian Carl Gabel.
Gabel kom år 1639 i tjänst hos prins Fredrik av Danmark - som då var ärkebiskop i Bremen - och blev dennes kammarskrivare, det vill säga skötte hans affärer. Han följde honom 1644, då han måste lämna Bremen, och kom 1648 till Köpenhamn, där han blev kammarskrivare hos den nye kungen, Fredrik III. När Karl X Gustav på nytt började krig begav sig Gabel på eget initiativ från Hamburg till Republiken Förenade Nederländerna och arbetade ivrigt för att den holländska flottan skulle sändas till Köpenhamn och följde själv med när flottan gav sig iväg. 
Under 1660 års riksdag var han kungens förtrogna ombud i förhandlingarna med biskop Hans Svane och borgmästaren Hans Nansen och spelade därigenom en viktig roll vid enväldets införande. Som belöning för detta blev han samma år räntmästare och assessor i Statskollegiet och Högsta domstolen. Han deltog bland annat år 1661 i underhandlingar med Corfitz Ulfeldt och Kai Lykke, som han tvingade till stora böter. År 1664 adlades han och blev geheimeråd och ståthållare i Köpenhamn. Under Fredrik III:s återstående regeringstid utövade Gabel stort inflytande och fick ordning på Danmarks förstörda finanser. År 1670 var han ministrarnas ordförande inför den unge Kristian V, vilket visar att han ansågs som den förnämste ministern. Han avskedades strax efter Fredriks död 1670.